# Castell de Cadaqués
Castell de Cadaqués és un castell del municipi de Cadaqués (Alt Empordà) declarat bé cultural d'interès nacional.

## Descripció
Situat dins del nucli antic de la població, a la punta des Baluard, controlant la badia de Cadaqués.
Antic baluard que formava part del castell que durant la baixa edat Mitjana ocupava aquesta punta rocollosa. De l'antiga construcció en resten la torre semicilíndrica i parts dels murs al costat d'ella, amb el portal arcat d'accés a aquesta. Així, la construcció actual és el resultat de les restes medievals i els afegits posteriors segons les exigències d'ús.
De planta irregular, l'edificació presenta planta baixa i dos pisos, amb coberta a dues vessants de teula i carener segons l'eix de l'edifici en forma de L. El desguàs de la coberta s'aconsegueix amb canalons ceràmics al llarg de tot el perímetre i el baixant ceràmic transcorre per la façana, de fibrociment pintat de blanc a la façana posterior.
La façana principal dona al carrer d'en Silvi Rahola, on destaca el portal d'arc de mig punt amb els brancals de peces de pedra de Cadaqués tallada i la torre cilíndrica ubicada a la cantonada. En totes les façanes, les obertures són petites, i en el cas dels balcons, són estrets, amb prevalença dels plens i de la massa sobre el buit, característica tipològica en època medieval. La construcció és totalment emblanquinada per fora, com és característic a Cadaqués. En alguns punts del parament són visibles les grans pedres desbastades. L'interior ha estat reformat tardanament.

## Història
Castell termenat documentat des de l'any 1030. Es creu que era al mateix lloc on hi ha la torre rodona dita "Torre de sa fusta d'es Baluard".
Cadaqués, a partir del 1280, s'esmenta tant amb el nom de la vila com amb el del Castell. En aquell any, el comte Ponç Hug IV d'Empúries confirmà els privilegis que els seus avantpassats concediren als habitants de la vila i "castell" de Cadaqués. Possiblement la població estava defensada amb una muralla força anterior. El 1261 Ponç Hug III d'Empúries havia permutat Cadaqués amb Ponç del Vernet pels castells de Millars, Talteüll i torrelles, al Rosselló.
L'any 1316, el comte Malgaulí hagué de vendre a Pere Amorós de Cotlliure la lleuda i altres drets del "castri nostri de Cadacheriis".
El setembre de 1470, la vila fou lliurada a Joan II, però dos mesos més tard la recuperaren les tropes de la Diputació General. Consta que el 1475 les defenses es trobaven en mal estat i hom feia previsions per a la seva reparació.
Malgrat les muralles, la població patí els atacs de la pirateria. Hi ha notícies de l'any 1444 i en diverses ocasions durant el segle xvi (el 1543 la gent de Barba-roja expugnà el castell).
Actualment, l'edifici de l'ajuntament integra la Torre de sa fusta des Baluard.